# 컬럼비아 만세
컬럼비아, 만세(영어: Hail, Columbia 헤일 컬럼비아[*])은 1931년까지 비공식적으로 사용되던 미국의 국가였다. 이 노래는 1798년 당시 법률가인 요제프 홉킨손(1770~1842)이 작사했으며 필립 필이 작곡했다.

## 영어가사
1절
Hail Columbia, happy land!
Hail, ye heroes, heav'n-born band,
Who fought and bled in freedom's cause,
Who fought and bled in freedom's cause,
And when the storm of war was gone
Enjoy'd the peace your valor won.
Let independence be our boast,
Ever mindful what it cost;
Ever grateful for the prize,
Let its altar reach the skies.
후렴
Firm, united let us be,
Rallying round our liberty,
As a band of brothers joined,
Peace and safety we shall find.
2절
Immortal patriots, rise once more,
Defend your rights, defend your shore!
Let no rude foe, with impious hand,
Let no rude foe, with impious hand,
Invade the shrine where sacred lies
Of toil and blood, the well-earned prize,
While off'ring peace, sincere and just,
In Heaven's we place a manly trust,
That truth and justice will prevail,
And every scheme of bondage fail.
후렴
3절
Behold the chief who now commands,
Once more to serve his country stands.
The rock on which the storm will break,
The rock on which the storm will break,
But armed in virtue, firm, and true,
His hopes are fixed on Heav'n and you.
When hope was sinking in dismay,
When glooms obscured Columbia's day,
His steady mind, from changes free,
Resolved on death or liberty.
후렴
4절
Sound, sound the trump of fame,
Let Washington's great fame
Ring through the world with loud applause,
Ring through the world with loud applause,
Let ev'ry clime to freedom dear,
Listen with a joyful ear,
With equal skill, with God-like pow'r
He governs in the fearful hour
Of horrid war, or guides with ease
The happier time of honest peace.
후렴

## 해석
1절
만세 컬럼비아여, 행복한 나라여!
만세, 너희의 영웅, 천국에서 태어난 대역이,
누군가의 투쟁과 자유의 원인에 피를 흘리며,
누군가의 투쟁과 자유의 원인에 피를 흘리며,
그리고 언젠가 전쟁의 폭풍우가 없어지니.
기쁨의 평화가 당신의 용기를 이겼으니.
독립은 우리의 자랑이니.
줄곧 염두에 어떤 비용을;
적의 상을 위해 감사하니.
그 제단은 하늘에 도달하리.
후렴
단결한 회사가, 우리가 하리.
규합하고, 우리의 자유를 누리니.
형제의 대역은 합류로
평화와 안전을 우리는 발견한다.
2절
불멸의 애국자들이, 한번 더 상승하리.
귀하의 해안을 방어하리, 귀하의 권리를 지키리라!
신앙심이 없는 손으로 무례한 원수를 만들지 말자!
신앙심이 없는 손으로 무례한 원수를 만들지 말자!
침략은, 신성한 거짓말의 신사의
피를, 잘 모아 상품과 수고의
평화, 성실하고 그냥 봉납물은 있지만
천국의 우리는, 어른이 신뢰할 곳에
그 진실과 정의가 살아남게 될 것이다.
그리고 속박의 모든 계획이 실패하리라.
후렴
3절
지금 보아라, 명령의 서장님이여,
한 번 더 봉사하는 그의 나라가 약자이리.
어떤 폭풍이 바위를 짓밟는가,
어떤 폭풍이 바위를 짓밟는가,
하지만, 미덕, 회사의 무장과 사실은,
그의 희망은 천국에, 그리고 당신이 고정되리라.
때로는 희망이 실망으로 가라앉고 있었다네.
어두움이 콜롬비아의 왜곡일 때,
변경 사항을 자유로부터 그의 꾸준한 마음을,
사망 또는 자유에 대한 해결을 했다네.
후렴
4절
소리는, 명예의 비장의 소리이니,
워싱턴의 위대한 명성을 같이 하리.
큰 박수와 함께 세계의 반지를,
큰 박수와 함께 세계의 반지를,
자유를 사랑하는 모두의 지방은,
즐거운 귀와 함께 들어 봐라.
하나님과 같은 힘과 같은 기술과
그는 두려운 시간을 지배한다네.
무서운 전쟁 또는 안내가 쉽게 이긴다네.
정직한 평화의 행복한 시간에.
후렴